# 人肉検索
人肉検索（じんにくけんさく、中国語: 人肉搜索、拼音: Rénròu Sōusuǒ、粤語: 起底 （hei2 dai2））とは、中華人民共和国本土をはじめとする中国語圏のインターネット上において行われている活動。多数の匿名人物間でやりとりを行いながら、検索エンジンによる検索と、人手による公開情報の検索との両者を駆使し、ある人物の名前や所属を特定したり、事件の真相を解明したりする。
「人肉」という言葉は、コンピュータを用いた一般的な検索とは異なり、人の手が介在することを表している。もともとはQ&A型の質問サイト（ナレッジコミュニティ）やそこでの情報調査を指す語であったが、2006年ごろからはこの仕組みによって、インターネット・コミュニティのいわゆる「炎上」に際して、個人を特定し、個人情報を暴露し（晒し）、「責任」を追及する動きが行われるようになった。中国においては、一般人を対象とした攻撃が、暴力性を指摘されながらも一方で汚職官吏の追及などの役割をも果たし、2006年-2008年頃を最盛期として猛威をふるい、社会現象として国外にも紹介され、映画化もされた。

## 定義と名称
人肉搜索という語は、検索エンジン（搜索引擎）によるネット検索（网络搜索）から派生した表現である。
もともとは、利用者の質問に他の利用者たちが答えるQ&A型の質問サイト（ナレッジコミュニティ）を指す語であり、「人力検索」あるいは「人力検索エンジン」と訳すことができる。このシステムは、日本の「Yahoo!知恵袋」や「人力検索はてな」といった質問サイトと変わることはない。2008年の中国ネット社会の動きについて記した山谷剛史の記事（2009年）は、こうした従来の「人肉捜索」という語に、ネット利用者たちによる個人情報の暴露・共有・追及といった「新しい意味」が付け加わったと記している。
静岡大学情報学部の高広強と中尾健二の論文（2013年）は、人力検索（ナレッジコミュニティ）は中国語で「人工搜索」と表現されるものとし、「人肉搜索」とは異なるものと定義している。すなわち、人力検索が「不特定多数のユーザーが特定の一人のユーザーに情報を提供する」システムであるのに対して、人肉検索は「特定多数のユーザーが特定の一人のユーザーの呼びかけに応じて、標的になった人・事件の情報を捜索し、ネットで公開」する社会現象である。もっとも、「人工搜索」と「人肉搜索」は中国でもしばしば混同されているという。高・中尾は、人肉検索は中国の社会条件に根差した「中国特有の」社会現象としているが、一方で似た現象は日本や韓国・米国などでもあると言及しており、中国だけのものではないともしている。
古畑康雄は2011年の文章で、「人間によるクラウド・コンピューティング」という比喩を用いている。
英語圏ではイギリスの公共放送である英国放送協会（BBC）が「人肉検索」を human flesh search engine と翻訳した。インターネット・コミュニティによる個人特定の動きについて witch hunt（魔女狩り）、Chinese style internet man hunt（中国式のインターネット人間狩り）、といった形容で説明している。また、中国の国際放送である中国国際放送（CRI）はCyber Manhunt（サイバーマンハント）と訳して説明している。

## 歴史

東アジア・東南アジアのインターネット普及率（1994年-2011年）。暗紫色が低い普及率を、緑系の色が高い普及率を示す。社会現象としての人肉検索は、中国でインターネットが急速に広がった時期に発生した。

中国のインターネットは2000年ころに普及しはじめ、2005年ころには強力な発信手段となった。CNNIC（中国インターネット情報センター）によれば、2005年6月のネット人口は1.03億人であった。2007年12月には2.10億人、2008年6月には2.53億人と増加し、2011年12月には5.13億人に達している。子供が高校生や大学生になるのをきっかけに親がPCを買い与えることが多いとされ、ネットユーザーにおける若年層の割合が高い。2011年12月現在でも、30歳以下のネットユーザーが58.20%を占める（1980年代生まれの「80後」と呼ばれる世代とも重なる）。こうした中国インターネットの「若さ」は、ネット社会の創造力と破壊力の双方の要因として注目される要素である。

### ナレッジコミュニティとしての「人肉検索」
もともと「人肉検索」とは、「より多くの人間の参加により、サーチエンジンが提供し得る情報の正確性をより高めようというシステム」のことを指す。
「人肉検索」において最も著名なものはインターネットコミュニティサイト「MOP（猫扑网）」によるものである。MOPは「人肉搜索（人力検索エンジン）」と称する掲示板を設け、ポイント制（MP＝Mop Point）などを導入して利用者の参加と定着を促していた。
広い意味での「人肉検索」サイトとしては、このほか、「百度知道」、「爱问知识人」（新浪傘下）などが挙げられる（Wikipedia中国語版「zh:问答网站列表」も参照）。

### 社会現象としての「人肉検索」
中国においてインターネットが普及し、インターネットユーザーが増加するにつれて、さまざまな「炎上」も生じるようになった。またその過程で個人の「特定」、個人情報の暴露なども行われるようになった。
2001年には、あるユーザーがネット上に交際相手として掲示した女性がタレントと指摘され、あわせてこのタレントの個人情報が掘り起こされた（香港の『文匯報』は2008年のコラムで、これが最初の「人肉捜索」であったとしている）。2005年には、インターネットコミュニティ「天涯社区」で活動していた著名ブロガー「毒药」が、過去の発言などネット上の公開情報が検索されて本名や職業・居住地を特定され、さらには家族の個人情報も暴き出されるという事件が発生している。

#### 2006年の猫殺害事件
「人肉検索」が炎上と結びついて着目されたのは、2006年2月に発覚した猫の殺害事件（高跟鞋虐猫事件）であるとされる。この事件は、中年女性が猫をむごたらしい方法で殺害する一連の写真をネットに公開したもので、激怒した人々は人肉検索を駆使し、問題の表面化から6日ほどでこの女性を特定した。
2月26日深夜、猫虐殺写真を発見したネットユーザーがMOPの「人肉搜索」掲示板で問題を提起、この「人肉搜索」掲示板を中心として、犯人探しが行われた。当初は写真投稿者のIPアドレスやIDなどからの調査が試みられたが、3月2日に「猫を殺害した女性は黒竜江省の某町の病院の看護士だ」（町名は伏せられた）と告発をするユーザーが現れた。その後、写真に写っていた橋の所在が特定されるなど状況が進展、3月4日には猫殺害写真公開に関わった3人を特定するに至った。猫を殺害した女性の住所、電子メール、電話番号、身分証番号が暴露され、この女性と撮影に関与したテレビ局職員は職場を追われた。

#### 2006年-2008年：人肉検索の最盛期
「人肉検索」は、この事件をきっかけとして、インターネット・コミュニティによる炎上に際して、「義憤」にかられた人々が、かれらが「悪」と見なしたもの糾弾し、かれらの「正義」と「秩序」を実現するために用いられることになる。人肉検索は、インターネットによる公開情報の検索を中心としつつ、個人の経験と知識などが加えられて検討される。当事者のメールアカウントなどに侵入して情報を得るケースもあるという。MOPの「人肉搜索」掲示板のポイント制は、参加者のやる気を高めて競争を行わせることとなり、「バウンティ・ハンター（賞金稼ぎ）」と呼ばれるユーザーの出現を見た。
高・中尾論文は、当事者の心身や社会に悪影響を及ぼすような「悪質な人肉捜索」（#諸問題参照）は2006年から2008年に集中しているとする。2006年から2008年にかけては、動物虐待者、不倫を行った者、人を死に追いやった（と見なされた）者など、倫理に背く者への追及として人肉検索が行われた。この時期の人肉検索は時に娯楽的に行われ（日本のネットでいう「祭り」）、またしばしば激しい暴力性を伴った（ネットリンチ）。この時期には中国の新たな社会現象として、欧米や日本のメディアにも人肉検索が報じられることになった。2008年4月1日（エイプリルフール）には、中国googleが「google 人肉搜索」を開始するというネタを披露した。
また、2008年後半からは人肉検索の新たな傾向として、権力を持つ者の横暴や、行政機関の腐敗など、公共性に目を向けるものも登場した。2008年10月には女児に対するわいせつ事件を起こした上に暴言を吐いたとされる高級官吏に攻撃が集まり、当該の官吏は失脚した（林嘉祥事件）。2008年12月には不動産価格の下落に対して「格安で売った不動産業者を処分する」と発言した不動産管理部門の局長が反発を買い、人肉検索の標的となった。その結果、局長が高級たばこや高級時計、高級外車などを所有していることが暴露され、最終的に当局の調査対象となり、公金横領や収賄によって懲役11年の処分が下った。
一方、2008年5月に発生した四川大地震においては、行方不明者探しや、被害実態調査、そのなかで明らかになった手抜き工事等への追及に「人肉検索」の枠組み（ナレッジコミュニティ、社会現象の双方の意味で）が有効な役割を果たした。

#### 2009年以降
高・中尾論文は、2008年が人肉検索が社会的に大きなインパクトを与えたピークとしている。2009年1月1日には、複数の大手掲示板に「人肉捜索非組織性連盟」なる名義で「人肉捜索公約1.0Beta版」という文書が投稿された。人肉検索を「正しい道に発展」させることを掲げたこの文書は、他人のプライバシーをなるべく検索せず、個人情報を公共の場で公開しないとしつつ、それらは「汚職・腐敗」追及と「勧善懲悪」には適用しないとし、ネットユーザーの倫理を訴えかけるものであった。高・中尾論文によれば、これを契機として、ネットユーザーの間で議論が活発化し、「ネット市民」の自治意識の覚醒とも評されたという。
2010年頃からミニブログ（微博）が普及すると、人肉検索の舞台もミニブログに移行した。
2012年にチェン・カイコーが人肉捜索を題材にした映画『搜索』が米アカデミー賞作品候補に選ばれた。

## 諸問題
『人民日報』2007年8月10日付記事は、人肉検索をはじめとする「ネットの暴力」について以下の批判を寄せた。
- 道徳の名の下に当事者を裁く
- 当事者の個人情報を公開し、群衆を煽動し暴力的言語で当事者を袋叩きにする
- 実際に当事者を酷く傷害する

人肉検索は、しばしば「標的」とされた人物の周囲（家族や知人）をも巻き込み、周囲の人々の個人情報をも暴露する。
一方で、中国では個人情報保護に関する制度の整備が遅れており、一般人への攻撃の最も激しい時期に人肉捜索を食い止める法規はなかった。2009年頃より地方で情報保護条例が作られるようになるが、2008年後半から人肉検索が公共の不正追及に目を転じ始めており、役人が不正追及を免れるためではないかとして「立法の動機」への疑いが強く持たれている。

### 暴力性
2006年4月の「銅須門事件」は、ある掲示板であるユーザーに自分の妻と不倫したとやり玉に挙げられた「銅須」（ネットゲーム上の名）という大学生本人、その家族・友人の個人情報が暴露され、彼がプレイしていたネットゲーム内と現実空間双方での攻撃が呼びかけられた事件である。実際に「銅須」本人やその周囲には抗議・恐喝の電話やメッセージが殺到し、現実でもネットでもさまざまな侮辱が行われて社会生活に支障をきたした。「銅須」はメディアに出演して疑いを否定、のちに書き込みをした人物も自らの書き込みが虚偽と発表したものの、ネット上での「銅須」とその周辺への攻撃の動きはしばらく続き、また歯止めもかからなかった。
2007年12月の「死亡ブログ」事件（姜岩自殺事件）は、妻が夫の不倫をブログに書き残し自殺、夫とその交際相手などが攻撃にさらされた事件である。妻の書き残した「死亡ブログ（死亡博客）」は多くの掲示板に転載されて拡散し、夫に関するすべての個人情報のみならず、両親の住所と電話番号、交際相手の女性との写真などがネット上に晒されるに至った。夫の自宅・勤務先、両親の自宅には電話が殺到した。また夫の自宅の周辺には不特定多数の人物が出没し、時に「死んで償え」などといった恐喝のスローガンを書き残した。夫および交際相手は職を失った。
2007年12月には、中国中央電視台(CCTV)においてネット規制に都合のいい（いかにも「やらせ」と疑われる）発言をした小学4年生の女子児童が人肉検索の標的となり、成績を含む個人情報が暴露された。彼女の発言「很黄很暴力（とてもいやらしくて暴力的）」は流行語となり、ネット上のからかい・パロディ（悪搞）の格好の材料にされた。彼女の父親名義でプライバシー侵害を激しく批判する手紙が公開されており、ネットユーザーの間にも「記者の言うまま答えただけであって、悪いのは彼女ではない」とする議論がある。
2008年4月には、ある在米留学生が「売国奴」として家族ともども攻撃にさらされる事件（王千源事件）も発生した。

### 個人情報保護
人肉検索は、個人情報保護に関するさまざまな議論を呼ぶこととなった。
2007年の「死亡ブログ」事件で攻撃にさらされ、通常の社会生活を営めなくなった夫は、プライバシー侵害と名誉棄損で、自分の情報と写真を掲載した掲示板と、「死亡ブログ」を最初に転載した人物を訴えた。これが人肉検索に関して裁判となった最初の事例となった。2008年12月、裁判所は被告が原告のプライバシーと名誉権を侵害したと認めた。しかし、個人情報保護の法規がないためにこの視点で罪に問うことはできず、個人情報を掲載した大手ウェブサイトが4万円程度の罰金を課せられるにとどまった。
2008年には、人肉検索がストーカーに利用されて殺人事件に発展した。別れて連絡を絶った元恋人の女性を探す男性の、虚偽の事情説明に同調した多くのネットユーザーが女性の住所を突き止め、結果女性の住所を訪れた男性によって女性は刺殺された。この事件の裁判では、裁判長が「人肉捜索者は共犯者だ」と、人肉検索に参加した者たちを批判した。
個人情報保護に関する法整備は遅れている。2006年に個人情報保護法の専門家案と研究報告が提出されたが、中央レベルにおいては実際の立法には至っていない（2013年時点）。
2009年、江蘇省徐州市は「徐州市コンピューター情報システム安全保護条例」を制定し、個人情報を勝手にネット上に掲載した者への罰則を規定。これが「人肉検索」抑制を狙った最初の事例と考えられている。しかし、「立法の動機」を疑うネットユーザーやメディアの多数からは猛反発をもって迎えられた。この条例に関して政府系の人民網が行った調査で、「人肉捜索は弊害が多くて利点が少ない」と答えたユーザーは3.7%に過ぎなかったという。結局徐州市のこの条例は、汚職官吏の摘発、犯罪の検挙などには適用しないという運用をされることになった。

### 権力とインターネット
人肉検索によって多くの地方官吏が失脚し、「最強の反腐敗利器」とも呼ばれた。インターネット世論が政治をも動かし得ることに、「唯一絶対の権威が号令する時代」の終焉といった、中国社会の大きな変化をとらえる見方も存在した。2010年代以降は、以下のような事例がある。
- 2010年10月の河北大学飲酒運転ひき逃げ事件では、有力者を父に持つ加害者の言動や、被害者を軽んじる報道に対する反発から、人肉検索による「真相究明」に発展した。
- 2012年8月、延安市で36人の死者を出した交通事故（陕西延安8·26特大交通事故）の際、不謹慎な態度を取っていた杨达才（陝西省安全監督局長）に批判が集まった。人肉検索の標的とされた結果、さまざまな高級腕時計をつけた写真が発掘されるなどし、当局による腐敗捜査に発展、2013年9月、収賄と汚職で懲役14年の有罪判決を受けた[9]。

しかし、一方で、2011年6月から大きく取り上げられた中国赤十字会の腐敗告発（郭美美红十字会事件）では赤十字会に処分者が出ることはなかった（象徴的な人物となった郭美美のみは2014年に逮捕された）。党と政府によるネット検閲と五毛党によるネット世論操作の中で、「人肉捜索」も一種のガス抜きとしての機能を認められ、利用されているという見方もできる。

## 中国本土以外での「人肉検索」
中国本土以外での中国語圏でも、同種のネットを通じた個人特定・炎上が存在し、「人肉捜索」の語でも呼ばれている。

### 香港
中華人民共和国の特別行政区である香港では、掲示板の高登討論區が「起底」と形容される「人肉検索」の舞台となり、社会問題となった。

### 台湾
台湾最大の掲示板であるPTT（批踢踢）やFacebookのグループコミュニティである爆料公社は、しばしば「人肉検索」の舞台となる。台湾でも、ネットいじめや、プライバシー保護の観点から論じられる。
台湾において「人肉検索」が関わった事件としては、2006年に猫虐待画像をネットにアップロードした人物の住所氏名が特定された事件（内湖虐猫事件。この事件の影響で、動物保護法の一部改正が行われた）や、2009年に多数の物議をかもす記事（本省人を侮蔑し白色テロを支持するといった、省籍矛盾を刺激すると捉えられる記事）をペンネームで書いた人物が著名な元ジャーナリスト（当時は政治家として公職についていた）であることが突き止められて炎上した事件（郭冠英辱台事件）などがある。
2010年には、新店市（現在の新北市新店区）で大学生の運転する乗用車が救急車の進路を故意に妨害、救急車が搬送中であった患者が結果として死亡する事件が発生した（新店救護車阻擋事件）。事件後、加害者の親（ジャーナリスト）がテレビで行った弁明は世論のさらなる反発を強め、加害者のFacebookにはコメントが殺到、またWikipediaにも名前、生年月日、学校、親族関係が掲載された。
2020年8月、YouTuberの陳之漢のファンは陳にセクハラをした男性を人肉検索した結果、男性が反発して陳を銃撃した。